# Ригель-при-Ортнеку
Ригель-при-Ортнеку (словен. Rigelj pri Ortneku) — поселення в общині Рибниця, регіон Південно-Східна Словенія, Словенія.